# Méry-ès-Bois
Méry-ès-Bois település Franciaországban, Cher megyében. Lakosainak száma 538 fő (2022. január 1.). Méry-ès-Bois Achères, Allogny, La Chapelle-d’Angillon, Ivoy-le-Pré, Neuvy-sur-Barangeon, Presly, Saint-Martin-d’Auxigny és Saint-Palais községekkel határos.

## Népesség
A település népessége az elmúlt években az alábbi módon változott:
| Lakosok száma | 778  | 637  | 659  | 603  | 586  | 579  | 577  | 575  | 562  | 538  |
|               | 1968 | 1982 | 1990 | 2006 | 2013 | 2015 | 2017 | 2019 | 2020 | 2022 |